# Malos tiempos para la lírica
Malos tiempos para la lírica es una canción del grupo de pop español Golpes Bajos, incluida en su EP Golpes Bajos 1983.

## Descripción
Con un título que evoca el poema homónimo de alemán Bertolt Brecht (escrito en 1939, en pleno auge del nazismo en su país), la letra, con derivas calificadas de existencialistas y tortuosas, se refiere a la decadencia de la poesía en los tiempos en que fue escrita. En ese periodo y lugar, le España de los primeros años de la década de 1980, proliferaban bandas de rock/pop, con canciones comerciales y tanto música como letra, frívolas y divertidas sin aspiraciones de trascendencia. En palabras de Teo Cardalda, se trata de una canción romántica, de derrota.
Pese a que la banda era de origen gallego, la canción se ha situado como uno de los máximos exponentes del movimiento cultural que dio en llamarse Movida madrileña.
De reconocido lirismo, se ha dicho de la canción que constituye uno de los mejores ejemplos de poesía musicada de aquellos años y se considera como uno de las mejores de Golpes Bajos.
Está incluida en el ranking de las 200 mejores canciones del pop rock en español elaborado por la revista Rolling Stone en 2010, con el número 29.

## En la cultura popular
El tema forma parte de la banda sonora de las películas A tope (1984), de Tito Fernández en interpretación de Coppini y Mañana es hoy (2022), de Nacho G. Velilla, en interpretación de Amaia Romero.